# Eumerus tarsalis
Eumerus tarsalis är en tvåvingeart som beskrevs av Friedrich Hermann Loew 1848. Eumerus tarsalis ingår i släktet månblomflugor, och familjen blomflugor. Inga underarter finns listade i Catalogue of Life.